# Ларкин, Кларенс
Кла́ренс Ла́ркин (англ. Clarence Larkin; 28 октября 1850, Честер, графство Делавэр, Пенсильвания, США — 24 января 1924) — американский баптистский пастор, доктор богословия, преподаватель Библии и религиозный публицист.
В 21 год он оставил банк, где работал, и поступил учиться в колледж, который позже окончил с дипломом инженера-механика.
Некоторое время работает профессиональным чертёжником, потом становится учителем для слепых. Со временем слабое здоровье вынудило его отказаться от карьеры учителя. После продолжительного отдыха он стал предпринимателем.
После обращения Кларенс Ларкин был членом епископальной церкви, но в 1882 году в возрасте 32 лет становится баптистом, а спустя два года его рукополагают на пасторство. Из бизнеса он ушёл в сферу религиозной деятельности.
Его первый приход был в Кеннет-Сквер, штат Пенсильвания, второй — в Фокс-Чейз (Пенсильвания), где он был пастором в течение 20 лет. На момент рукоположения Ларкин не был премилленианистом, но изучение Писания с помощью книг, которые попали ему в руки, привело его к принятию премиллениальной точки зрения. Для использования в проповедях он стал рисовать огромные настенные схемы, названные им «Пророческая истина». В результате успеха в пасторской деятельности его приглашают преподавать в два библейских института. В этот период он издаёт целый ряд пророческих схем, которые пользовались большой популярностью.
Когда в 1914 году разразилась Первая мировая война, его призванием стала работа над «Войной и пророчеством». Затем он подготовил труд «Истина о диспенсационализме» (или «Божий план и цели в веках»), который содержал большое количество схем. Он потратил три года своей жизни на вычерчивание схем и подготовку текста. Со времени первого издания в 1918 году его труд получил широкое признание среди читателей.

## Произведения
- «Распределённая истина» / Dispensational Truth: God’s Plan and Purpose in the Ages — ISBN 0001473727
- Книга Даниэля / Book of Daniel — ISBN 0001472933
- Book of Revelation — ISBN 0001473123
- Rightly Dividing the Word — ISBN 0001473905
- The Spirit World — ISBN 0001474103
- Второе пришествие Христа / The Second Coming of Christ — ISBN 0001477889
- Почему я — баптист? / Why am I a Baptist?
- A Medicine Chest
- Book of Charts